# Sankt Georgen im Lavanttal
Sankt Georgen im Lavanttal est une commune autrichienne du district de Wolfsberg en Carinthie.